# Piano d'Api
Piano d'Api (Chianu Lapa in siciliano) è una frazione del comune di Acireale, nella Città metropolitana di Catania. Oggi esso è un centro di espansione edilizia del vicino centro cittadino. Nel 1996 contava 1.955 abitanti, diventati oltre 2.800 nel 2012.

## Storia
Il borgo fu fondato nel XVII secolo in un territorio al tempo occupato dal Bosco d'Aci. L'area su cui sorse Piano d'Api, chiamata all'epoca contrada Malovrio, nel XVII secolo era conosciuta come ricettacolo di briganti e assassini. Il disboscamento portò alla concessione a privati di terreni agricoli sfruttati prevalentemente a vigneti.
La borgata cominciò a prendere forma in quest'area nella prima metà del XIX secolo e prese il nome da un industrioso cittadino che qui lavorava, Rosario Tropea, detto "Lapa" ("ape" in siciliano). La chiesa locale fu aperta al culto nel 1878, grazie alla devozione della vedova del Tropea, ed è dedicata a Santa Maria della Misericordia. Venne elevata a coadiutrice del Duomo di Acireale nel 1899 e a parrocchiale nel 1922.
A partire dagli anni 2000 la frazione diventa un centro di espansione edilizia, con la costruzione sempre più frequente di condomini e residence.
Il 26 dicembre 2018 un violento terremoto durante la notte provoca ingenti danni alle abitazioni, ed alla chiesa, che risulta tutt'oggi danneggiata, impossibilitata ad espletare le funzioni religiose. La riapertura della stessa è prevista per il mese di aprile 2020 in concomitanza con le feste pasquali.